# PZL.45 Sokół
Der PZL.45 Sokół (deutsch Falke) war ein polnisches Jagdflugzeug-Projekt, das zwischen 1936 und 1939 von PZL entwickelt wurde und vor dem Zweiten Weltkrieg nicht mehr über das Prototypenstadium hinauskam.

## Geschichte
Die Arbeiten an einem neuen Jagdflugzeug für die Polnischen Luftstreitkräfte begannen in den späten 1930er Jahren. Ende 1938 waren die Entwurfsarbeiten abgeschlossen und PZL wurde mit dem Bau des Prototyps beauftragt. Ein Mockup des Flugzeugs wurde im Februar 1939 fertiggestellt. Die technische Dokumentation wurde im Juni 1939 abgeschlossen. Mit dem Bau des ersten Prototyps, der ein starres Fahrwerk hatte, wurde noch begonnen, wegen des Ausbruchs des Zweiten Weltkriegs aber nicht mehr fertiggestellt. Der noch unfertige Prototyp wurde in der ersten Woche des Krieges zerstört. Ein zweiter Prototyp hätte ein einziehbares Fahrwerk erhalten sollen.
Das komplett aus Metall gefertigte Flugzeug war als Tiefdecker mit geschlossenem Cockpit ausgelegt. Der gefertigte Prototyp war unbewaffnet, die Serienversion hätte auf jeder Seite eine Boardkanonen in den Flügeln und zwei durch den Propellerkreis schießende Bordkanonen im Rumpf erhalten sollen.

## Aufbau
Die PZL P.45 war ein einsitziger, einmotoriger, freitragender Tiefdecker mit Normalleitwerk und festem Spornradfahrwerk. Für spätere Versionen war ein einziehbares Fahrwerk vorgesehen.

## Technische Daten
| Kenngröße              | Daten (Leistungswerte errechnet)       |
| ---------------------- | -------------------------------------- |
| Besatzung              | 1                                      |
| Länge                  | 7,88 m                                 |
| Spannweite             | 12,14 m                                |
| Höhe                   | 2,55 m                                 |
| Leermasse              | 1500 kg 2                              |
| normale Startmasse     | 1.950 kg                               |
| max. Startmasse        | 23.500 kg, Zweisitzer 24.098 kg        |
| Treibstoffkapazität    | 350 l                                  |
| Höchstgeschwindigkeit  | 430 km/h                               |
| maximale Flughöhe      | 8.000 m                                |
| maximale Steigleistung | 10 m/s                                 |
| Einsatzradius          | 450 km                                 |
| Triebwerk              | ein Gnome-Rhône 14M (570 kW (775 PS))  |
| Bewaffnung             | 4 × 7,92 mm PWU Wz.36 Maschinengewehre |